# Venkata Siddharthacharry
Venkata Siddharthacharry fue diplomático indio.
Venkata Siddharthacharry estudió Filología inglesa.
- De mayo de 1945 a abril de 1948 fue jefe de Sección en el departamento de Información y Difusión de la Indian Civil Service (British India).
- En mayo de 1948 se incorporó al servicio Exterior de la India y fue hasta diciembre de 1950 secretario de embajada en Bruselas, (Bélgica).
- De marzo a agosto de 1951 fue subsecretario del Ministerio de Asuntos Exteriores en Nueva Delhi.
- De agosto de 1951 a agosto de 1954 fue secretario de primera clase de la Alta Comisión en Colombo.
- De septiembre de 1954 a enero de 1956 fue secretario de primera clase en Beijing.
- De abril de 1956 a diciembre de 1958 fue cónsul general en Shanghái.
- De febrero de 1959 a diciembre de 1960 fue Oficial Especial en Bombay.
- De febrero de 1961 a junio de 1963 fue consejero de la Alta Comisión en Londres.
- De junio de 1962 a julio de 1963 fue consejero de embajada en Bonn.
- De septiembre de 1963 a marzo de 1965 fue cónsul general en Fráncfort del Meno.

- De septiembre de 1965 a mayo de 1968 fue embajador en Kinshasa también fue acreditado en Brazzaville (República del Congo), Libreville (Gabón) y Malabo (Guinea Ecuatorial).

- De junio de 1968 a abril de 1971 fue Comisionado en Hong Kong.
- De julio de 1971 a diciembre de 1971 fue secretario adjunto del Ministerio de Asuntos Exteriores.
- Del 01 de marzo de 1972 al 31 de mayo de 1973 fue gerente del en:National Defence College (India).[1]
- De agosto de 1973 a octubre de 1975 fue embajador en Praga.

A partir de 13 de octubre de 1975 a 1989 fue Alto Comisionado en Singapur.